# Calle de la Judería Nueva
La calle de la Judería Nueva es una vía pública de la ciudad española de Segovia.

## Descripción
La vía, parte de la Judería de Segovia, discurre desde la calle del Marqués del Arco hasta la plaza del Socorro. Aparece descrita en Las calles de Segovia (1918) de Mariano Sáez y Romero con las siguientes palabras:

Judería Nueva.—Se entra a esta calle por la de Daoíz y se sale de ella por la plazuela del Socorro. El nombre, el sitio, la configuración y aspecto de esta vía, recuerda al pueblo hebreo que habitó en Segovia durante los siglos de la Edad Media hasta la expulsión de la raza judía, decretada por los Reyes Católicos. Es una calle curva y con escalones por su gran pendiente. Sus casas, las más, tienen ventanas tapiadas con materiales de épocas más modernas de los que constituyen las paredes de las referidas casas. En estas, limitadas por la aljama o Sinagoga donde se reunían en sus rezos, vivían entre otros principales judíos Samuel y Lesar, Cuéllar, David, Tasarte, y obligados a cerrar las ventanas, por las que no podrían recibir más que la luz y el aire, pero no las vistas. La Sinagoga menor, que estaba entre esta calle y la de la Almuzara, fué derribada al construirse el convento de la Merced, en la hoy plazuela de Alfonso XII. Después se replegaron los hebreos en las cuevas de la Cuesta de los Hoyos, donde estaba el Cementerio o Campo del Osario y alguna de sus sepulturas quedan al descubierto en el camino y lo que ya antes hemos reseñado.
(Sáez y Romero, 1918, pp. 102-103)